# Longuemares zonnekolibrie
Longuemares zonnekolibrie (Heliangelus clarisse) is een vogel uit de familie Trochilidae (kolibries). De vogel komt voor in oostelijk Colombia en westelijk Venezuela. Een aantal ondersoorten van de amethistzonnekolibrie (H. amethysticollis) werden samengevoegd tot dit nieuwe taxon.

## Ondersoorten
Er zijn drie ondersoorten:
- H. c. violiceps: Oostelijk Colombia en westelijk Venezuela.(Sierra de Perijá)
- H. c. verdiscutus: Noordoostelijk Colombia en het noordwesten van Venezuela.
- H. c. clarisse: Oost-Colombia en West-Venezuela